# Ендрікс Артега
Ендрікс Артега Вальбуена (ісп. Endrix Arteaga Valbuena; нар. 13 листопада 1976) — венесуельський борець вільного та греко-римського стилів, дворазовий срібний та бронзовий призер Панамериканських чемпіонатів, триразовий чемпіон Південноамериканських ігор, дворазовий срібний та бронзовий призер Панамериканських ігор, чемпіон та срібний призер Боліваріанських ігор з греко-римської боротьби, срібний призер Південноамериканських ігор з вільної боротьби.

## Життєпис
Боротьбою почав займатися з 1991 року.
Виступає за борцівський клуб «Пунто Фіхо». Тренер — Хайро Герреро (з 1991).

## Спортивні результати на міжнародних змаганнях

### Виступи на Чемпіонатах світу
| Змагання                        | Збірна    | Вагова категорія                 | Місце |
| ------------------------------- | --------- | -------------------------------- | ----- |
| Чемпіонат світу з боротьби 1999 | Венесуела | греко-римська боротьба, до 63 кг | 15    |
| Чемпіонат світу з боротьби 2001 | Венесуела | греко-римська боротьба, до 69 кг | 20    |
| Чемпіонат світу з боротьби 2002 | Венесуела | греко-римська боротьба, до 66 кг | 24    |
| Чемпіонат світу з боротьби 2003 | Венесуела | греко-римська боротьба, до 66 кг | 32    |
| Чемпіонат світу з боротьби 2007 | Венесуела | греко-римська боротьба, до 66 кг | 11    |

### Виступи на Панамериканських чемпіонатах
| Змагання                                   | Збірна    | Вагова категорія                 | Місце  |
| ------------------------------------------ | --------- | -------------------------------- | ------ |
| Панамериканський чемпіонат з боротьби 1998 | Венесуела | греко-римська боротьба, до 63 кг | Срібло |
| Панамериканський чемпіонат з боротьби 2000 | Венесуела | греко-римська боротьба, до 63 кг | 9      |
| Панамериканський чемпіонат з боротьби 2001 | Венесуела | греко-римська боротьба, до 63 кг | Бронза |
| Панамериканський чемпіонат з боротьби 2002 | Венесуела | греко-римська боротьба, до 66 кг | 4      |
| Панамериканський чемпіонат з боротьби 2003 | Венесуела | греко-римська боротьба, до 66 кг | 5      |
| Панамериканський чемпіонат з боротьби 2008 | Венесуела | греко-римська боротьба, до 66 кг | Срібло |

### Виступи на Панамериканських іграх
| Змагання                  | Збірна    | Вагова категорія                 | Місце |
| ------------------------- | --------- | -------------------------------- | ----- |
| Панамериканські ігри 2003 | Венесуела | греко-римська боротьба, до 66 кг | 5     |

### Виступи на Південноамериканських іграх
| Змагання                       | Збірна    | Вагова категорія                 | Місце  |
| ------------------------------ | --------- | -------------------------------- | ------ |
| Південноамериканські ігри 1998 | Венесуела | греко-римська боротьба, до 63 кг | Золото |
| Південноамериканські ігри 1998 | Венесуела | вільна боротьба, до 58 кг        | Срібло |
| Південноамериканські ігри 2002 | Венесуела | греко-римська боротьба, до 66 кг | Золото |
| Південноамериканські ігри 2006 | Венесуела | греко-римська боротьба, до 66 кг | Золото |

### Виступи на Центральноамериканських і Карибських іграх
| Змагання                                     | Збірна    | Вагова категорія                 | Місце  |
| -------------------------------------------- | --------- | -------------------------------- | ------ |
| Центральноамериканські і Карибські ігри 1998 | Венесуела | греко-римська боротьба, до 66 кг | Срібло |
| Центральноамериканські і Карибські ігри 2002 | Венесуела | греко-римська боротьба, до 66 кг | Срібло |
| Центральноамериканські і Карибські ігри 2006 | Венесуела | греко-римська боротьба, до 66 кг | Бронза |

### Виступи на Боліваріанських іграх
| Змагання                 | Збірна    | Вагова категорія                 | Місце  |
| ------------------------ | --------- | -------------------------------- | ------ |
| Боліваріанські ігри 2001 | Венесуела | греко-римська боротьба, до 63 кг | Золото |
| Боліваріанські ігри 2005 | Венесуела | греко-римська боротьба, до 66 кг | Срібло |

### Виступи на інших змаганнях
| Змагання                                                          | Збірна    | Вагова категорія                 | Місце |
| ----------------------------------------------------------------- | --------- | -------------------------------- | ----- |
| Олімпійський кваліфікаційний турнір з боротьби 2000 (Александрія) | Венесуела | греко-римська боротьба, до 63 кг | 12    |
| Олімпійський кваліфікаційний турнір з боротьби 2004 (Новий Сад)   | Венесуела | греко-римська боротьба, до 66 кг | 32    |
| Олімпійський кваліфікаційний турнір з боротьби 2004 (Ташкент)     | Венесуела | греко-римська боротьба, до 66 кг | 23    |
| Олімпійський кваліфікаційний турнір з боротьби 2008 (Роме-Остія)  | Венесуела | греко-римська боротьба, до 66 кг | 21    |
| Олімпійський кваліфікаційний турнір з боротьби 2008 (Новий Сад)   | Венесуела | греко-римська боротьба, до 66 кг | 13    |